# Amado Nervo
Amado Nervo (n. 27 august 1870 – d. 24 mai 1919) cunoscut și ca Juan Crisóstomo Ruiz de Nervo a fost un poet, jurnalist și educator mexican. Este considerat ca fiind unul dintre cei mai mari poeți mexicani ai secolului al XIX-lea.

## Biografie
Se naște în 1870 la Tepic, Nayarit. În tinerețe se dedică gazetăriei, inițial în Mazatlán la El Correo de la Tarde apoi în Ciudad de Mexico. În 1900 este trimisul gazetei El Imparcial la Expoziția Universală de la Paris unde se întâlnește cu Ruben Dario, Guillermo Valencia și José Martí, cu toți promotori ai modernismului. Scrie numeroase poezii, povestiri, romane și piese de teatru.  A îndeplinit funcția de diplomat al Mexicului în Spania, Argentina, Paraguay și Uruguay. Moare în 1919 (la 48 de ani) la Montevideo, Uruguay.

## Opera
- El bachiller, roman pentru tineret (1895).
- Perle negre (Perlas negras), poezie (1896).
- Mistice (Místicas), poezie (1898).
- Poemas publicată la Paris (1901).
- El éxodo y las flores del camino, poezie (1902).
- Lira heroica, poezie (1902).
- Los jardines interiores, poezie (1905).
- Almas que pasan, proză (1906).
- En voz baja, poezie (1909).
- Ellos, proză .
- Juana de Asbaje, eseu, biografia Sorei Juana Inés de la Cruz (1910).
- Serenidad, poezie (1912).
- Mis filosofías, eseu (1912).
- Elevación, poezie (1916).
- El diablo desinteresado, roman (1916).
- Plenitud, poezie (1918).
- El estanque de los lotos, poezie (1919).
- Arcașul divin (El arquero divino), poezie, publicată postum (1919).
- Los balcones, roman (1922).
- La amada inmóvil, poezie, publicată postum (1922).
- Gratia plena
- La raza de bronce
- Éxtasis